# Grub (Gemeinde Lasberg)
Grub ist eine Ortschaft in der Marktgemeinde Lasberg im Bezirk Freistadt, Oberösterreich.
Die Ortschaft befindet sich südöstlich von Freistadt und liegt im Einzugsbereich der Feldaist und besteht aus der Rotte Grub und dem Weiler Brandstatt. Am 1. Jänner 2024 zählte die Ortschaft 162 Einwohner.

## Persönlichkeiten
- Franz Blöchl (1845–1909), Landwirt und Abgeordneter zum Österreichischen Abgeordnetenhaus